# Get Back (ASAP)
Get Back (ASAP) è un singolo di Alexandra Stan pubblicato nel 2011 da Maan Music in formato CD e download digitale, terzo estratto dall'album di debutto Saxobeats.

## Il disco
Il brano è il follow up del precedente singolo della Stan, Mr. Saxobeat. Il titolo significa "Torna presto" e la sigla ASAP è l'acronimo di As Soon As Possible ("il più presto possibile").
Il singolo, pur mantenendo lo stesso stile musicale del precedente singolo Mr. Saxobeat, non ha ottenuto lo stesso successo commerciale, ma ottiene successo in Francia, Slovacchia, Repubblica Ceca e Italia oltre che in Romania.

## Video
Il video della canzone è stato pubblicato in anteprima il 6 giugno 2011 su YouTube. È stato girato nei pressi di Bucarest, ed è una continuazione del precedente video Mr. Saxobeat, come si evince dalla sequenza iniziale, in cui la cantante si spoglia della divisa da poliziotta. È ambientato in un saloon in stile Far West in cui la cantante, scende le scale del salone e si esibisce con un vestito da sera rosso per i clienti del bar. Arriva poi un uomo molto rozzo che, dopo aver scaraventato per terra tutti i clienti, li sfida ad una partita di carte. L'unica che ha il coraggio di accettare è Alexandra che inizia a giocare. Intanto due poliziotti, alla ricerca della Stan, si entrano nel locale puntandole contro le armi. Lei però viene difesa dai clienti del locale, e si crea dunque una rissa, alla quale naturalmente non prende parte, anzi: come viene mostrato in un flashback finale, fugge rubando tutti i soldi sul tavolo. Alla fine della rissa i due poliziotti si siedono al bancone e uno dei due tira un pugno al barista.

## Tracce
- Digital Download

1. Get Back (ASAP) - 3:29

- Italia e Spagna Digital Download

1. Get Back (ASAP) - 3:28
2. Get Back (ASAP) (Extended Version) - 4:25
3. Get Back (ASAP) (Instrumental Version) - 3:29

- Italia CD Singolo

1. Get Back (ASAP) - 3:28
2. Get Back (ASAP) (Extended Version) - 4:25
3. Get Back (ASAP) (Instrumental Version) - 3:29
4. Get Back (ASAP) (Music Video) - 3:29

- Regno Unito Digital Download

1. "Get Back (ASAP)" [UK Radio Edit] – 2:12
2. "Get Back (ASAP)" [Radio Edit] – 3:29
3. "Get Back (ASAP)" [Extended Version] – 4:26
4. "Get Back (ASAP)" [Rudedog Main Mix] – 6:19
5. "Get Back (ASAP)" [Rudedog Rude Mix] – 6:23
6. "Get Back (ASAP)" [Frisco Remix] – 5:17
7. "Get Back (ASAP)" [Studio Club Radio Edit] – 3:21
8. "Get Back (ASAP)" [Studio Club Mix] – 4:15

- Belgio Digital Download

1. "Get Back (ASAP)" [Radio edit] – 3:30
2. "Get Back (ASAP)" [Extended Version] – 4:26

- Germania/Austria/Svizzera CD Singolo

1. "Get Back (ASAP)" – 3:29
2. "Mr. Saxobeat (Radio Edit)" – 3:17

## Classifiche
| Classifica (2011) | Posizione massima |
| ----------------- | ----------------- |
| Austria           | 27                |
| Belgio (Fiandre)  | 60                |
| Belgio (Vallonia) | 28                |
| Danimarca         | 20                |
| Finlandia         | 8                 |
| Francia           | 19                |
| Israele           | 10                |
| Italia            | 24                |
| Paesi Bassi       | 26                |
| Polonia           | 14                |
| Regno Unito       | 56                |
| Repubblica Ceca   | 5                 |
| Slovacchia        | 1                 |
| Spagna            | 25                |
| Svizzera          | 23                |
| Ungheria          | 8                 |

### Classifiche di fine anno
| Classifica (2011) | Posizione |
| ----------------- | --------- |
| Romania           | 41        |
| Ungheria          | 77        |

## Date di pubblicazione
| Paese       | Data            | Formato           | Etichetta           |
| ----------- | --------------- | ----------------- | ------------------- |
| Francia     | 28 marzo 2011   | Download digitale | Play On, Jeff       |
| Spagna      | 17 maggio 2011  | Download digitale | Blanco y Negro      |
| Belgio      | 20 maggio 2011  | Download digitale | MediaPro Music, ARS |
| Italia      | 5 luglio 2011   | Download digitale | EGO Italy           |
| Italia      | 30 agosto 2011  | CD singolo        | EGO Italy           |
| Stati Uniti | 10 ottobre 2011 | Download digitale | Ultra               |
| Germania    | 2 dicembre 2011 | CD singolo        | Sony Music          |